# Robert Cunibil
Robert Cunibil (Paris, 3 février 1915 - Alès, 5 juin 1999) est un militaire français, Compagnon de la Libération. Aviateur refusant la défaite en 1940, il s'engage dans la Royal Air Force puis rejoint les Forces aériennes françaises libres. Après une carrière militaire et civile vouées à la mécanique aéronautique, il devient maire du village de Vialas en Lozère où il termine ses jours.

## Biographie

### Avant-guerre
Fils d'un menuisier-ébéniste, Robert Cunibil naît le 3 février 1915 à Paris. Après avoir suivi une formation de mécanicien-ajusteur et de dessinateur industriel, il décide de s'engager dans l'Armée de l'air et part suivre son instruction au Maroc. Affecté à la 2e escadre du nord marocain basée à Meknès, il entre en septembre 1937 à l'école des mécaniciens de Rochefort. Il en sort avec le rang de maître-ouvrier. Promu caporal-chef en août 1938, il est basé en Algérie et participe en 1940 à des opérations au-dessus de l'Italie du sud et de la Sicile.

### Seconde guerre mondiale
Devenu entre-temps sergent-chef, Robert Cunibil est en poste à la base de Youks-les-Bains lorsqu'il apprend la nouvelle de l'armistice. Refusant la défaite, lui et quatre compagnons parmi lesquels Roger Ritoux-Lachaud et Jacques Dodelier s'emparent de deux appareils et s'envolent vers l'Égypte. S'engageant avec ses compagnons dans la Royal Air Force, il s'intègre avec eux dans le no 1 French Bomber Flight. Déplacé à Aden et sous tutelle du no 8 Bomber Squadron, Robert Cunibil participe à des missions au-dessus de la Somalie et de l'Abyssinie et contribue, de par ses compétences en mécanique, au maintien en état des appareils de l'unité. Le 16 décembre 1940, lors d'une mission à Dire Dawa, son appareil est abattu par un avion italien. Seul survivant parmi les quatre membres d'équipage, il est capturé par les italiens. Condamné à mort le 20 décembre, il attend encore son exécution à la prison de Dessie lorsque l'avancée des troupes alliées le sauve le 24 avril 1941. De retour au no 8 Bomber Squadron, il est ensuite affecté comme officier de liaison aux ordres du colonel Palewski, commandant des Forces françaises libres de l'Est africain. En avril 1942, il est muté au Groupe de chasse Alsace et participe aux opérations en Afrique du Nord. Gagnant l'Angleterre avec son unité en janvier 1943, il passe ensuite au Groupe de bombardement Lorraine avec lequel il effectue une vingtaine de missions sur le front de l'ouest. Il est promu sous-lieutenant le 25 juin 1944.

### Après-guerre
Restant dans l'armée après la fin de la guerre, il est affecté à l'école de pilotage de La Rochelle puis muté en 1946 à la base de Cognac. Promu lieutenant, il est déplacé à la base de Rochefort. En 1948 il est chef d'atelier à Bamako puis en 1947 à l'Escadron outre-mer no 81 en Mauritanie. Il rentre en France en 1951 pour gérer l'Entrepôt de l'Armée de l'air no 603 à Limoges. Il est promu capitaine l'année suivante puis est affecté en 1954 à l'Entrepôt de l'Armée de l'air no 601 à Châteaudun. Passé commandant, il est muté en 1960 à la direction centrale du matériel de l'Armée de l'air à Paris. Il termine sa carrière au sein de l'Entrepôt de l'Armée de l'air no 604 et quitte l'armée avec le grade de lieutenant-colonel. Il reste dans le domaine de la mécanique aéronautique en devenant chef de gestion des matériels à la Société de construction et de réparation de matériel aéronautique à Issy-les-Moulineaux. Il prend définitivement sa retraite en 1971 et s'installe en Lozère dans le village de Vialas dont il est élu maire en 1977 et maire honoraire à partir de 1983. Robert Cunibil meurt le 5 juin 1999 à Alès et est inhumé au cimetière de Vialas.

## Décorations
|  |  |  |
|  |  |  |

| Commandeur de la Légion d'Honneur | Commandeur de la Légion d'Honneur | Compagnon de la Libération        | Compagnon de la Libération        | Médaille militaire                                                   | Médaille militaire                                                   |
| Croix de Guerre 1939-1945         | Croix de Guerre 1939-1945         | Médaille coloniale Agrafe "Libye" | Médaille coloniale Agrafe "Libye" | Médaille commémorative des services volontaires dans la France libre | Médaille commémorative des services volontaires dans la France libre |